# آنتونیو آیالا
آنتونیو آیالا (اسپانیایی: Antonio Ayala‎؛ زادهٔ ۲ فوریهٔ ۱۹۴۷) بازیکن بسکتبال اهل مکزیک بود. وی در بازی‌های المپیک تابستانی ۱۹۶۸ و ۱۹۷۶ شرکت کرده‌است.